# René Argelliès
René, Joseph, Louis, Marie Argelliès (né le 15 août 1915 à Saint-Paul-de-Fenouillet, mort le 21 janvier 2004 à Perpignan), est un médecin et homme politique français.
Fils du médecin et homme politique radical-socialiste Étienne Argelliès et, par sa mère Louise, petit-fils de l'industriel Louis Abram, il naît à Saint-Paul-de-Fenouillet où son père est responsable de l'éphémère établissement thermal, récemment ouvert et qui fermera définitivement en 1920. 

## Médecin
Étudiant en médecine à Toulouse, il est secrétaire général de l'Association des étudiants de Toulouse et président des Étudiants catalans de Toulouse. Il obtient son doctorat en médecine en 1939 et participe à la Guerre de 1939-1940 puis s'installe à Perpignan en tant que médecin généraliste, en 1941. Il se marie la même année. En 1943, il est le premier médecin du travail de Perpignan.
À partir de 1964, il est président du Conseil d'administration de la Société thermale de Thuès-les-Bains, qu'il quitte en 1980.

## Homme politique
En 1945, il s'engage en politique. Il fonde les Jeunesses radicales-socialistes des Pyrénées-Orientales et préside cette entité ainsi que le Comité radical-socialiste du département. En 1947, il devient conseiller municipal de Perpignan, délégué aux Beaux-Arts, poste qu'il occupe pendant 12 ans. Sous son impulsion, le musée des Beaux-Arts de Perpignan est rénové et enrichi de nouvelles collections, dont une importante collection de meubles, pièces et médailles appartenant à Joseph Puig. En 1959, il donne le nom de Hyacinthe Rigaud à ce musée. Au contact des pièces de monnaie acquises par le musée de Perpignan, il se prend de passion pour la numismatique, dont il devient rapidement un spécialiste. En 1958, le musée Joseph-Puig est créé à Perpignan pour abriter la collection Puig. Il crée également le Musée des arts et Traditions populaires de Perpignan et déplace la Bibliothèque municipale dans l'Hôtel Pams. Il perd son siège de conseiller municipal lors des élections de 1959, où il est battu. Il est conseiller général du canton de Sournia de 1949 à 1967.
En 1977, il est le chef de file de la liste d'Union de la gauche aux élections municipales de Perpignan. Battu au second tour par Paul Alduy, il retrouve néanmoins son siège de conseiller municipal et obtient la gestion du musée Joseph-Puig. Il est réélu conseiller municipal en 1983 et ne se présente pas en 1989.